# Jánosháza
Jánosháza é um município da Hungria, situado no condado de Vas. Tem 23,41 km² de área e sua população em 2015 foi estimada em 2.489 habitantes.